# Tomasz Zalasiński
Tomasz Jan Zalasiński (ur. 10 kwietnia 1978 w Głuchołazach) – polski prawnik, radca prawny, doktor nauk prawnych, w latach 2019–2023 członek Trybunału Stanu.

## Życiorys
W 2002 ukończył studia na Wydziale Prawa, Administracji i Ekonomii Uniwersytetu Wrocławskiego, po czym podjął studia doktoranckie w zakresie prawa konstytucyjnego. W 2006 obronił doktorat na podstawie rozprawy pt. Zasada prawidłowej legislacji w poglądach Trybunału Konstytucyjnego (opublikowany potem przez Wydawnictwo Sejmowe). W pracy naukowej zajął się zagadnieniami demokratycznego państwa prawnego, legislacji, społeczeństwa obywatelskiego i kontroli konstytucyjności. Autor licznych publikacji naukowych, m.in. komentarza do przepisów Konstytucji RP o Trybunale Stanu. Został kierownikiem Katedry Prawa Collegium Civitas w Warszawie.
W 2010 uzyskał też wpis na listę radców prawnych. Został prawnikiem w kancelarii Domański Zakrzewski Palinka, zajmując się kwestiami prawa administracyjnego, publicznego gospodarczego i konstytucyjnego. Udzielał się jako doradca różnych instytucji i autor wniosków do Trybunału Konstytucyjnego. Zasiadał w organach doradczych przy ministrze nauki i szkolnictwa wyższego (Komitecie Polityki Naukowej oraz Radzie Młodych Naukowców), a także w Komisji Ekspertów ds. Zdrowia przy rzeczniku praw obywatelskich. Został członkiem zarządu Stowarzyszenia im. Prof. Zbigniewa Hołdy, członkiem Polskiego Towarzystwa Prawa Konstytucyjnego oraz Zespołu Ekspertów Prawnych Fundacji im. Stefana Batorego.
21 listopada 2019 wybrany przez Sejm IX kadencji na członka Trybunału Stanu (z rekomendacji klubu parlamentarnego Koalicji Obywatelskiej); funkcję tę pełnił do 2023.

## Odznaczenia
W 2015 został odznaczony Złotym Krzyżem Zasługi (za osiągnięcia w pracy zawodowej i działalności społecznej) oraz Odznaką Honorową za Zasługi dla Rozwoju Gospodarki Rzeczypospolitej Polskiej.